# Sandra Arenas
Sandra Arenas (ur. 17 września 1993 w Pereira) – kolumbijska lekkoatletka specjalizująca się w chodzie sportowym.
Mistrzyni Ameryki Południowej juniorów w chodzie na 10 000 metrów z 2011 oraz mistrzyni tego kontynentu juniorów w chodzie na 10 kilometrów z 2012. Wygrała chód juniorek na 10 kilometrów podczas pucharu świata w chodzie sportowym w Sarańsku (2012). Brązowa medalistka mistrzostw świata juniorów z Barcelony (2012). W tym samym roku wystartowała na igrzyskach olimpijskich w Londynie, na których zajęła 32. miejsce w chodzie na 20 kilometrów. Złota medalistka mistrzostw Ameryki Południowej (2013).
Wicemistrzyni olimpijska z Tokio (2020).
Złota medalistka mistrzostw kraju.
Rekordy życiowe: chód na 10 000 metrów – 42:02,99 (25 sierpnia 2018, Trujillo) rekord Ameryki Południowej; chód na 20 000 metrów – 1:31:02,25 (13 czerwca 2015, Lima) były rekord Ameryki Południowej; chód na 20 kilometrów – 1:27:03 (1 sierpnia 2024, Paryż) rekord Kolumbii; chód na 35 kilometrów – 2:44:17 (16 marca 2025, Nomi) rekord Kolumbii.

## Osiągnięcia
| Rok  | Impreza                                | Miejsce             | Konkurencja                 | Pozycja     | Wynik      |
| ---- | -------------------------------------- | ------------------- | --------------------------- | ----------- | ---------- |
| 2011 | Mistrzostwa Ameryki Płd. juniorów      | Medellín            | chód na 10 000 m            | 1. miejsce  | 47:22,68   |
| 2011 | Mistrzostwa panamerykańskie juniorów   | Miramar             | chód na 10 000 m            | 1. miejsce  | 48:15,78   |
| 2012 | Mistrzostwa Ameryki Płd. w chodzie     | Salinas             | chód na 10 km (juniorki)    | 1. miejsce  | 45:17      |
| 2012 | Puchar świata w chodzie sportowym      | Sarańsk             | chód na 10 km (juniorki)    | 1. miejsce  | 45:57      |
| 2012 | Mistrzostwa świata juniorów            | Barcelona           | chód na 10 000 m            | 3. miejsce  | 45:44,46   |
| 2012 | Igrzyska olimpijskie                   | Londyn              | chód na 20 km               | 32. miejsce | 1:33:21    |
| 2013 | Panamerykański puchar w chodzie        | Gwatemala           | chód na 20 km               | 2. miejsce  | 1:35:14    |
| 2013 | Panamerykański puchar w chodzie        | Gwatemala           | chód na 20 km (drużynowo)   | 2. miejsce  | 17 pkt.    |
| 2013 | Mistrzostwa Ameryki Południowej        | Cartagena de Indias | chód na 20 000 m            | 1. miejsce  | 1:37.46,17 |
| 2013 | Mistrzostwa świata                     | Moskwa              | chód na 20 km               | 22. miejsce | 1:32:25    |
| 2013 | Igrzyska boliwaryjskie                 | Trujillo            | chód na 20 km               | 2. miejsce  | 1:34:23    |
| 2014 | Puchar świata w chodzie sportowym      | Taicang             | chód na 20 km               | 25. miejsce | 1:30:18    |
| 2014 | Igrzyska Ameryki Południowej           | Santiago            | chód na 20 000 m            | 1. miejsce  | 1:31:46.9h |
| 2014 | Mistrzostwa ibero-amerykańskie         | São Paulo           | chód na 10 000 m            | 5. miejsce  | 44:58,26   |
| 2014 | Igrzyska Ameryki Środkowej i Karaibów  | Xalapa              | chód na 20 km               | 2. miejsce  | 1:36:29    |
| 2015 | Mistrzostwa Ameryki Południowej        | Lima                | chód na 20 000 m            | 1. miejsce  | 1:31:02,25 |
| 2015 | Igrzyska panamerykańskie               | Toronto             | chód na 20 km               | 4. miejsce  | 1:32:36    |
| 2015 | Mistrzostwa świata                     | Pekin               | chód na 20 km               | 19. miejsce | 1:33:24    |
| 2016 | Drużynowe mistrzostwa świata w chodzie | Rzym                | chód na 20 km               | 11. miejsce | 1:29:31    |
| 2016 | Igrzyska olimpijskie                   | Rio de Janeiro      | chód na 20 km               | 32. miejsce | 1:35:40    |
| 2017 | Puchar panamerykański w chodzie        | Lima                | chód na 20 km               | 4. miejsce  | 1:32:15    |
| 2017 | Mistrzostwa świata                     | Londyn              | chód na 20 km               | 5. miejsce  | 1:28:10    |
| 2018 | Drużynowe mistrzostwa świata w chodzie | Taicang             | chód na 20 km               | 15. miejsce | 1:30:11    |
| 2018 | Mistrzostwa ibero-amerykańskie         | Trujillo            | chód na 10 000 m            | 1. miejsce  | 42:02,99   |
| 2019 | Igrzyska panamerykańskie               | Lima                | chód na 20 km               | 1. miejsce  | 1:28:03    |
| 2019 | Mistrzostwa Ameryki Południowej        | Lima                | chód na 20 000 m            | –           | DNS        |
| 2019 | Mistrzostwa świata                     | Doha                | chód na 20 km               | 5. miejsce  | 1:34:16    |
| 2021 | Igrzyska olimpijskie                   | Tokio               | chód na 20 km               | 2. miejsce  | 1:29:37    |
| 2023 | Mistrzostwa świata                     | Budapeszt           | chód na 20 km               | –           | DNF        |
| 2023 | Igrzyska panamerykańskie               | Santiago            | sztafeta mieszana w chodzie | 5. miejsce  | 3:16:21    |
| 2024 | Drużynowe mistrzostwa świata w chodzie | Antalya             | sztafeta mieszana w chodzie | 15. miejsce | 3:04:57    |
| 2024 | Igrzyska olimpijskie                   | Paryż               | chód na 20 km               | 4. miejsce  | 1:27:03    |
| 2024 | Igrzyska olimpijskie                   | Paryż               | sztafeta mieszana w chodzie | 12. miejsce | 2:57:54    |